# Adoncholaimus panicus
Adoncholaimus panicus är en rundmaskart som beskrevs av Nathan Augustus Cobb 1930. Adoncholaimus panicus ingår i släktet Adoncholaimus och familjen Oncholaimidae. Arten är reproducerande i Sverige. Inga underarter finns listade i Catalogue of Life.